# Peanuts Completo
Peanuts Completo (The Complete Peanuts no original) é uma coleção de livros que compilam todas as tiras da série Peanuts feitas por Charles M. Schulz. A série foi lançada originalmente nos Estados Unidos pela Fantagraphics Books, com cada volume contendo dois anos de tiras (com exceção do primeiro volume, que vai de 1950 a 1952). A série completa foi publicada entre 2004 e 2016 e possui 26 volumes em capa dura. O volume 25 (que corresponde às publicações de 1999 e 2000, inclui as tiras da série Li'l Folks, que Schulz publicou entre 1947 e 1950. O 26º e último volume, contém rascunhos, designs, estórias curtas e capas desenhadas pelo autor. A coleção foi lançada em Portugal pela Edições Afrontamento a partir de 2005 e, no Brasil, pela L&PM Editores a partir de 2010. A edição brasileira ganhou o Troféu HQ Mix de 2010 e 2011 na categoria "melhor publicação de clássico".